# Buccinum fragile
Buccinum fragile is een soort in de klasse van de Gastropoda (Slakken).
Het dier komt uit het geslacht Buccinum en behoort tot de familie Buccinidae. Buccinum fragile werd in 1878 beschreven door G. O. Sars.